# アドミラーラ・フォーキナ通り

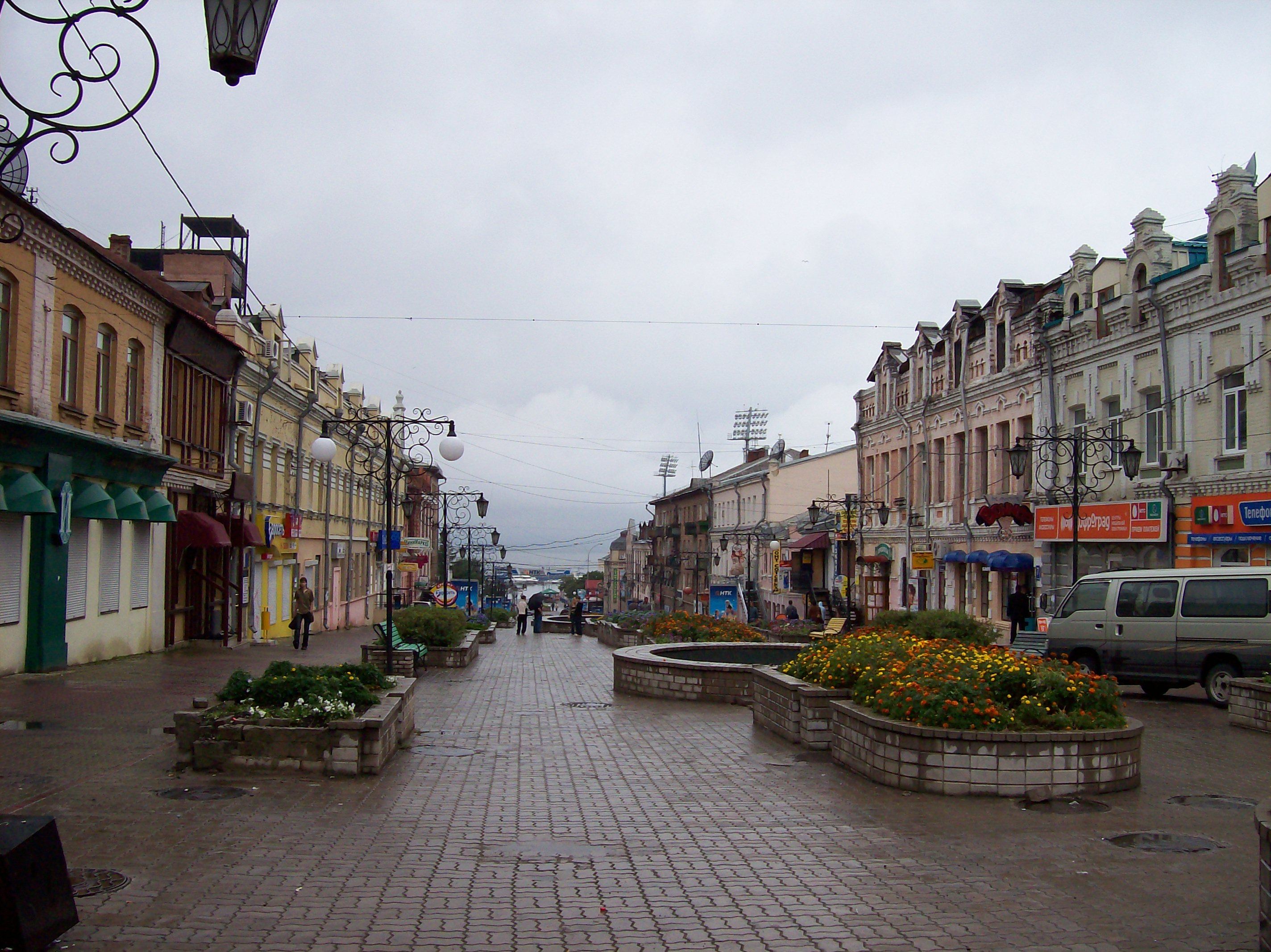
アドミラーラ・フォーキナ通り（ウラジオストク）

アドミラーラ・フォーキナ通り（ロシア語: ул. Адмирала Фокина、英語: Admirala Fokina Street）はロシア極東部沿海州の州都・ウラジオストクのスヴェトランスカヤ通りの北側に存在する東西に走る通りで、この都市の主要な商店街である。「アドミラーラ・フォーキナ」はソ連海軍の太平洋艦隊の提督、後にロシア海軍司令官になった「ヴィターリ・フォーキン提督（Admiral Vitali Fokin）の」の意味である。以前は北京条約（1860年）を記念してペキンスカヤ通り（北京通り）の名称で知られていたが、1950〜1960年代の中ソ対立の最中に現在の名称に変更された。

## 概要
通称「噴水通り」とも呼ばれ、歩行者天国となっている。いくつもの噴水と花壇を挟んで両側にヨーロッパ調の低層の建物が並んでおりシーフードやロシア料理のレストラン、カフェ、土産物店が立ち並んでいる。途中には休憩用のベンチが設置されている。西側に向かって進むとスポーツ湾に突き当たって終わる。